# Одрі Лорд
Одрі Джеральдін Лорд (англ. Audre Lorde, *18 лютого 1934, Нью-Йорк — 17 листопада 1992, Санта-Крус, США) — американська феміністська письменниця, поетеса, активістка боротьби за громадянські права, бібліотекарка та освітянка.
Її поезію вирізняє технічна майстерність і емоційна експресія, вірші часто виражають гнів і обурення громадянською і соціальною несправедливістю, яку вона спостерігала протягом свого життя. Тематика її творів, як прозових, так і поетичних, зосереджувалась на громадянських правах, фемінізмі, лесбійстві та дослідженні чорної жіночої ідентичності.

## Ранні роки життя
Лорд народилася в Гарлемі, в Нью-Йорку в сім'ї іммігрантів з Карибського регіону: її батько, Фредерік Байрон Лорд (відомий як Байрон), походив з Барбадосу, а мати, Лінда Гертруда Бельмар Лорд, з острова Карріаку, що належить Гренаді. Одрі мала короткозорість і зростала як молодша з трьох дочок (дві її старші сестри звалися Філліс і Хелен). У ранньому навчанні й вихованні дівчинки важливу роль відіграла її мати, зокрема, її розповіді про їх острівну Батьківщину. Навчившись говорити у віці чотирьох років, скоро Одрі навчилася читати і писати. Свій перший вірш вона склала у восьмому класі.
В дитинстві Одрі Лорд мала труднощі з комунікацією і цілком оцінила силу поезії як форми самовираження. Вона запам'ятала велику кількість віршів і використовувала їх для спілкування. Біографія на сайті The Modern American Poetry стверджує: «Якщо б її запитали, як вона почувається, Одрі відповідала цитатою вірша. Коли забракло рядків, які б відповідали її почуттям, приблизно у віці дванадцяти років вона почала писати власну поезію». Навчаючись у католицьких закладах, Лорд стикалась із «патронуванням расизму» з боку адміністрацій закладів, дороговказом для Одрі стало спілкування з групами студентів-поетів, таких же маргіналів, якою почувалась вона сама.
З 1951 року здобувала освіту в школі Хантерського коледжу, закладі для інтелектуально обдарованих студентів. Під час навчання Лорд опублікувала свій перший вірш у журналі Seventeen після того, як літературний журнал школи відкинув його як неприйнятний. Тоді ж відвідувала семінари поезії, організовані Гільдією письменників Гарлема, однак дистанціювалась від самої Гільдії. Своє відчуження в пізнішому творі висловила так: «Я була водночас божевільна і квір, але [вони думали] я переросту все це».

## Кар'єра
1954 рік Одрі Лорд провела в Національному університеті Мексики, цей період вона описала як час оновлення і самоствердження. Вона прийняла свою ідентичність на особистому та художньому рівнях: як лесбійка і як поетеса. Після повернення до Нью-Йорка Лорд відвідувала коледж Хантера і закінчила навчання 1959 року. Працювала бібліотекаркою, продовжувала писати, стала активною учасницею гей-культури в Гринвіч-Вілледж. Продовжила освіту в Колумбійському університеті, отримавши магістерський ступінь в галузі бібліотекознавства в 1961 році. У цей період працювала в публічній бібліотеці в сусідньому районі Маунт-Вернон.
1962 року Одрі Лорд, попри те що була лесбійкою, вийшла заміж за юриста гея Едвіна Роллінза. Шлюб тривав до 1970, у ньому Лорд народила двох дітей.
У 1968 році Лорд отримала письменницьку резиденцію в коледжі Тугалу, штат Міссісіпі. Час проведений там, як і рік в Мехіко, став для неї важливим творчим досвідом. Мисткиня вела семінари зі своїми молодими чорними студентами, часто обговорюючи актуальні на той час питання громадянських прав. Завдяки такій взаємодії вона підтвердила своє бажання не тільки жити як «божевільна і квір», але й приділити увагу формальним аспектам свого поетичного ремесла. Книга віршів Лорд Cables to Rage відображає досвіди в Тугалу.
З 1972 по 1987 рік Лорд проживала у Стейтен-Айленд. Цей період позначений творчістю, викладанням і співпрацею з громадськими організаціями, зокрема, вона співзасновувала видавництво Kitchen-Table: Women of Color Press, НУО Women's Coalition of St. Croix та Sisterhood in Support of Sisters (остання, в кінці 80-х, була заснована в ПАР для допомоги жінкам, постраждалим від апартеїду).

### Берлінські роки
У 1984 році Лорд стала запрошеною професоркою західноберлінського Вільного університету. Її запросив Дагмар Шульц, зустріч із яким відбулась на Всесвітній жіночій конференції ООН в Копенгагені 1980 року. Під час перебування в Німеччині Лорд стала впливовою діячкою тодішнього афро-німецького руху. Разом з групою чорношкірих активісток у Берліні Одрі Лорд придумала термін «афро-німецький» і дала початок чорному руху в Німеччині. У свої численні візити до Німеччини Лорд стала наставницею і вплинула на багатьох активісток, у тому числі на Мей Аїм (May Ayim), Іку Гюґель-Маршалл (Ika Hügel-Marshall) та Хельгу Емде (Helga Emde). Замість того, щоб боротися з системними проблемами насильницькими методами, Лорд вважала, що мова є потужнішою формою опору. Її вплив на німецьке суспільство не обмежувався афро-німкенями, Одрі сприяла підвищенню уваги до інтерсекціональності щодо расової та етнічної приналежності.

## Творчість і активізм

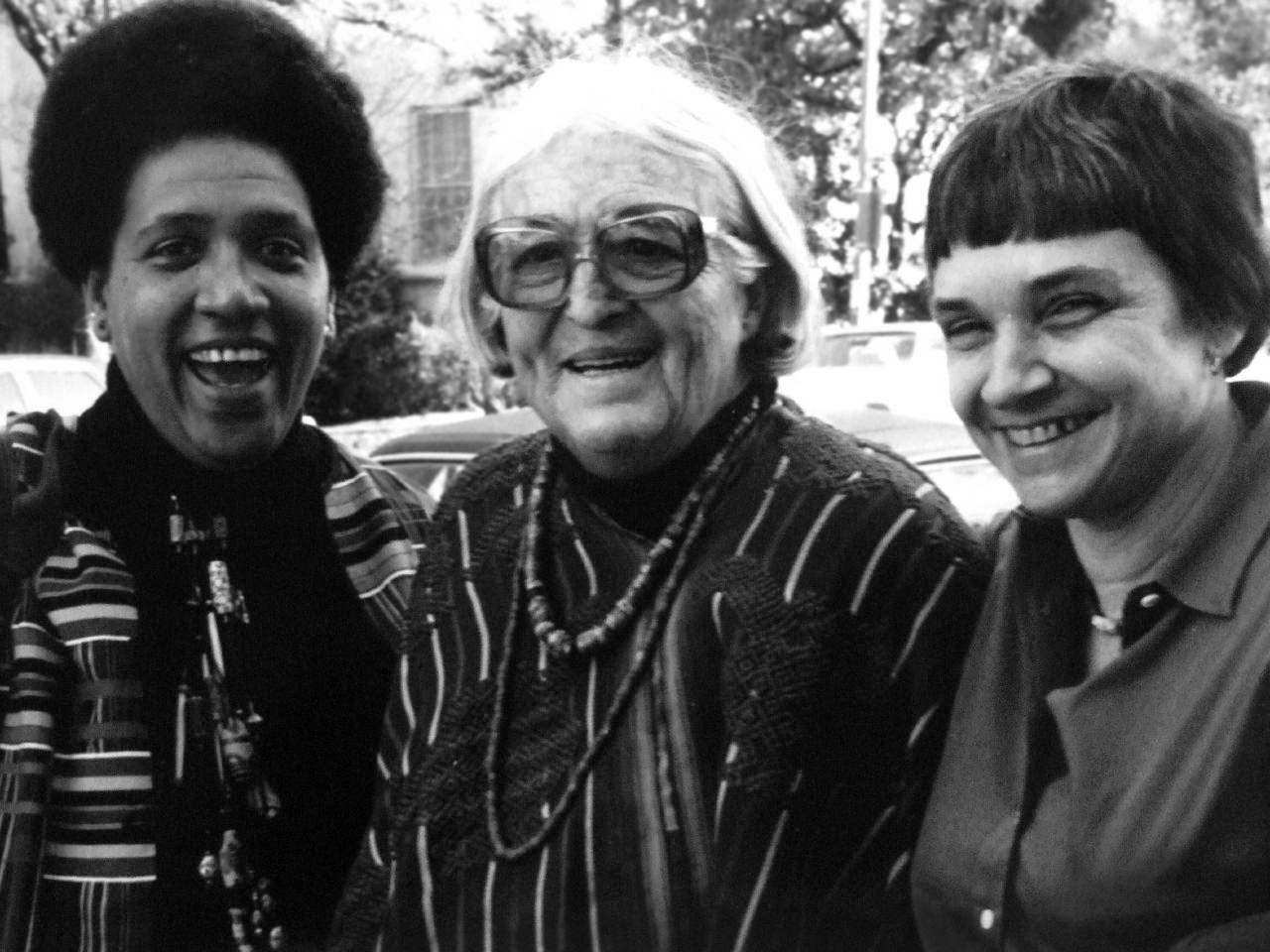
Одрі Лорд (ліворуч) з письменницями Мерідель ле Сюер (Meridel Le Sueur, середня) та Адрієнн Річ (Adrienne Rich, праворуч) на семінарі з письменства в Остіні, штат Техас, 1980

### Поезія
Поезія Лорд виходила дуже регулярно протягом 60-х: у виданні 1962 року New Negro Poets, USA Ленгстона Г'юза, в декількох зарубіжних антологіях, в «чорних» літературних журналах. За цей час вона також була політично активна у русі за громадянські права, антивоєнних і феміністських рухах. 1968 року вийшла друком її перша збірка The First Cities, а друга, Cables to Rage, у 1970.
Збірка From a Land Where Other People Live висувалась на Національну книжкову премію у 1973 році. В ній показана особиста боротьба Лорд за свою ідентичність і її гнів на соціальну несправедливість
У 1974 році опубліковано New York Head Shop and Museum, вірші присвячені Нью-Йорку через лінзи руху за громадянські права та власного нужденного дитинства в умовах бідності та недогляду, а також необхідності політичних дій.
Незважаючи на відносний успіх цих видань, саме вихід Coal в 1976 році зробив Орді Лорд впливовим голосом Black Arts Movement, а великий видавничий будинок за цим виданням — Нортон — допоміг ширшій аудиторії познайомитися з її творчістю. Книга містить як нові, так і вірші з попередніх збірок, об'єднані темами, які принесли відомість поетесі: лють до расизму, її захват перед чорною ідентичністю, заклик до інтерсекціонального розгляду жіночого досвіду.
Лорд була офіційною поеткою штату Нью-Йорк у 1991—1992 роках.

### Проза
Книга The Cancer Journals (1980), складена частково з особистих щоденників кінця 1970-х років, і A Burst of Light (1988) обидві є зразками неігрової прози (нон-фікшн), в них відображений досвід Лорд, пов'язаний з діагностикою, лікуванням та відновленням після раку грудей. В обох книгах Лорд аналізує західні погляди на хворобу, лікування, фізичну красу і протезування, а також підіймає теми смерті, страху перед нею, віктимізації, боротьби за життя, внутрішньої сили.
Роман Zami: A New Spelling of My Name (1982) написаний як «біоміфографія». Він присвячений дитинству і дорослому життю письменниці. В оповіді відображена еволюція сексуальності та самосвідомості Лорд.
У Sister Outsider: Essays and Speeches (1984) Лорд підкреслює важливість досвіду маргінальних груп для того, щоб зробити видимою їхню боротьбу у репресивному суспільстві. Вона акцентує необхідність діалогу різних груп людей (особливо білих та афро-американських жінок).

### Фільми
Одрі Лорд взяла участь у створенні декількох документальних стрічок. Зокрема, Before Stonewall (разом із багатьма іншими, 1984) та британської короткометражки Emergence (1986). Декілька документальних стрічок створені на основі архівних записів. Зокрема, 2012 року вийшов документальний фільм Дагмара Шульца Audre Lorde — Die Berliner Jahre 1984—1992, змонтований з матеріалу, відзнятого під час її візитів у Берлін.

### Внесок у феміністський дискурс
Лорд запам'яталась як потужна прихильниця інтерсекціональності в дискусіях довкола визвольних рухів другої половини ХХ століття. Представлення системи утиску в простих бінарних опозиціях є надмірним спрощенням, попри те, що феміністський рух вважав за необхідне представляти себе монолітним, жіноцтво і жіночий досвід мають безліч уточнень. В посмертному документальному фільмі A Litany for Survival: The Life and Work of Audre Lorde звучать слова поетеси:
|  | Дозвольте спершу я з азів поясню вам, що значило бути чорношкірою поеткою в 60-ті. Це означало бути невидимкою. І це означало бути двічі невидимкою, коли ти чорношкіра феміністка, і тричі, коли ти чорношкіра феміністка і лесбійка.Оригінальний текст (англ.) Let me tell you first about what it was like being a Black woman poet in the '60s, from jump. It meant being invisible. It meant being really invisible. It meant being doubly invisible as a Black feminist woman and it meant being triply invisible as a Black lesbian and feminist. |

Намагання критикувати расизм, капіталізм, боротьбу за права ЛГБТ, нелегалів або людей з важкими діагнозами частиною феміністського дискурсу викликали опір. Відомим і важливим фактом громадської активності Лорд стала її дискусія з Мері Дейлі (Mary Daly). Вплив Лорд особливо підкреслюється в контексті третьої хвилі фемінізму.

## Пізні роки, смерть і вшанування
В 1989 Лорд і її партнерка Глорія І. Джозеф (Gloria I. Joseph) переїхали на батьківщину Глорії, в Санта-Крус.
з 1978 Одрі боролася з раком молочної залози, через шість років у неї діагностували рак печінки. Загальне визнання прийшло ще за життя поетеси. Померла вона у віці 58 років на Санта-Крус 17-го листопада 1992 року.
На честь Одрі Лорд названі літературна премія Audre Lorde Award, медичний центр Callen-Lorde Community Health Center та громадська організація Audre Lorde Project.